# 1853 en Grèce
Chronologie de la Grèce
- 1849
- 1850
- 1851
- 1852
- 1853
- 1854
- 1855
- 1856
- 1857

Cette page concerne les évènements survenus en 1853 en Grèce :

## Événement
- Recensement de la Grèce
- septembre : Élections législatives

## Naissance
- Triandáfyllos Argyrópoulos (el), personnalité politique.
- Panagiótis Danglís, général et personnalité politique.
- Nikólaos Delagrammátikas (el), militaire.
- Iákovos Dragátsis (el), archéologue.
- Nikólaos Gounarákis (el), économiste, professeur d'université et personnalité politique.
- Ian Standish Monteith Hamilton, général britannique.
- Geórgios Iakovídis, peintre.
- Geórgios Kalosgoúros (el), poète et écrivain.
- Lámbros Kallifronás (el), personnalité politique.
- Emmanouíl Manousogiannákis (el), général.
- Photios Ier d'Alexandrie, patriarche orthodoxe d'Alexandrie et de toute l'Afrique.
- Georges Sourís, poète.
- Ioánnis Tsakasiános (el), poète.

## Décès
- Kóstas Bótsaris, héros de la guerre d'indépendance.
- Konstantákis Deligiánnis (el), personnalité politique.
- Theóphilos Kaíris, enseignant, prêtre, érudit, philosophe et révolutionnaire.
- Anastásios Geórgiadis Lefkías (el), médecin et professeur d'université.
- Dionýsios Pýrros (el), moine, médecin, écrivain et éditeur.